# Ísafjarðardjúp
Uppslagsordet Isafjorden leder hit. Ej att förväxla med Isefjorden.

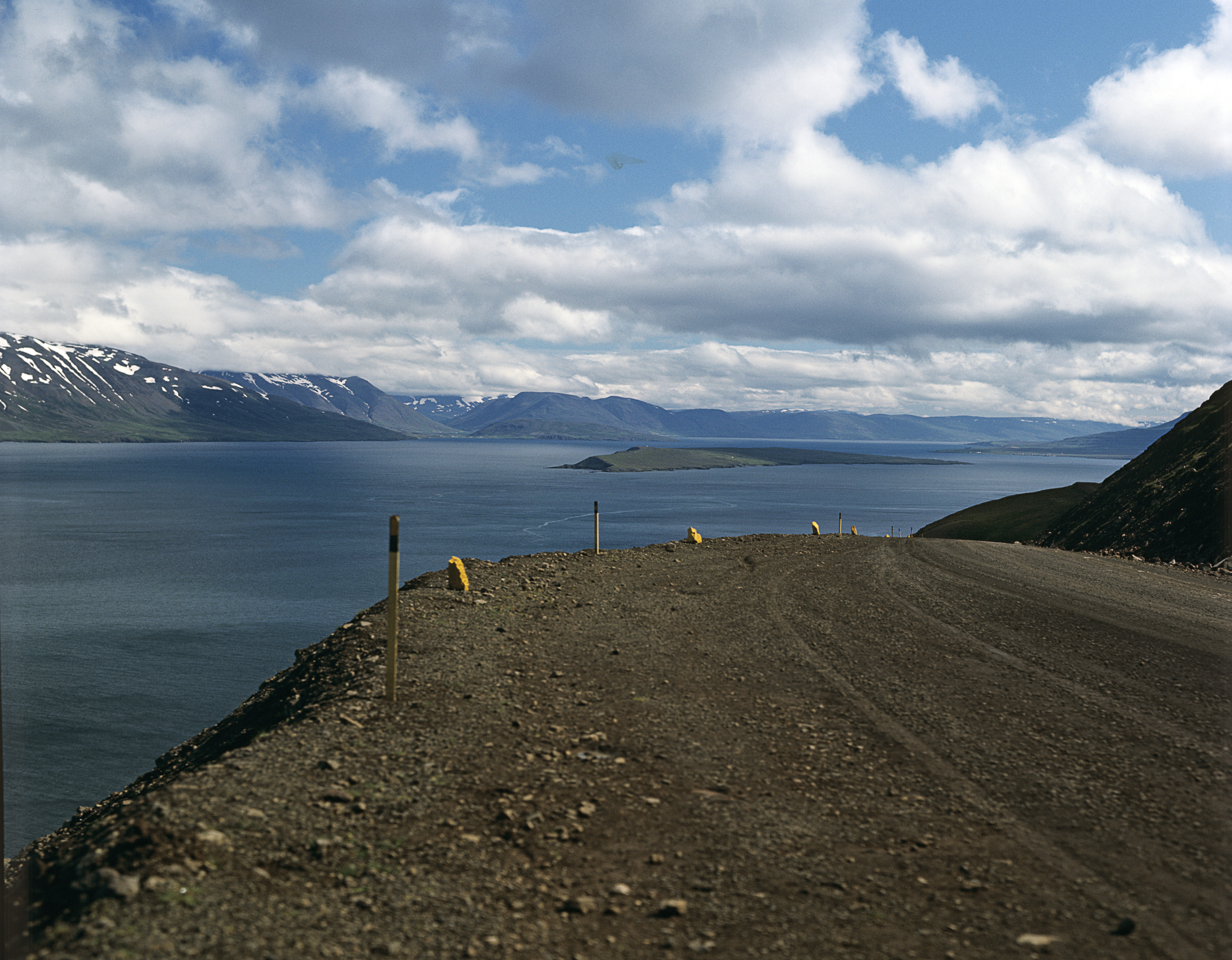
Utsikt över Ísafjarðardjúp

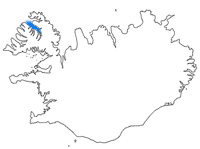
Ísafjarðardjúp (blåmarkerad) i regionen Västfjordarna

Detaljkarta över Ísafjarðardjúp med angränsande fjordar och större samhällen

Ísafjarðardjúp är den största fjorden i den isländska regionen Västfjordarna. Namnet betyder ”den djupa isfjorden”. Islänningar förkortar ibland namnet till enbart ”Djúpið” (djupet).

## Fjordar
Ett antal mindre fjordar mynnar ut i den större Ísafjarðardjúp. Dessa är på södra kusten av fjorden räknat från mynningen och inåt Skutulsfjörður, där Västfjordarnas administrativa centrum, staden Ísafjörður ligger, Álftafjörður, Seyðisfjörður, Hestfjörður, Skötufjörður, Mjóifjörður, Vatnsfjörður, Reykjarfjörður och  Ísafjörður och på den norra sidan Kaldalón.

## Ísafjörður
Notera att fjorden Ísafjörður ligger längst inne i Ísafjarðardjúp och att staden med samma namn ligger vid en helt annan fjord, Skutulsfjörður, längre ut i mynningen.

## Näringar
Huvudnäringarna i Ísafjarðardjúp är fiske och turism.

## Djurliv
Ísafjarðardjúp har ett rikt djurliv. Många fåglar häckar på de tre öarna inom den, sälar kan ses vid stränderna, och på grund av vattnets rika tillgång på föda kan valar ofta ses i fjorden.

## Öar
Ísafjarðardjúp har tre öar Æðey, Vigur och Borgarey. De två förstnämnda är bebodda med var sin jordbruksfastighet.

## Orter
Utöver staden Ísafjörður finns det tre större orter längs fjordsystemet: Bolungarvík, Hnífsdalur och Súðavík.